# Rathaus Rothenburg ob der Tauber

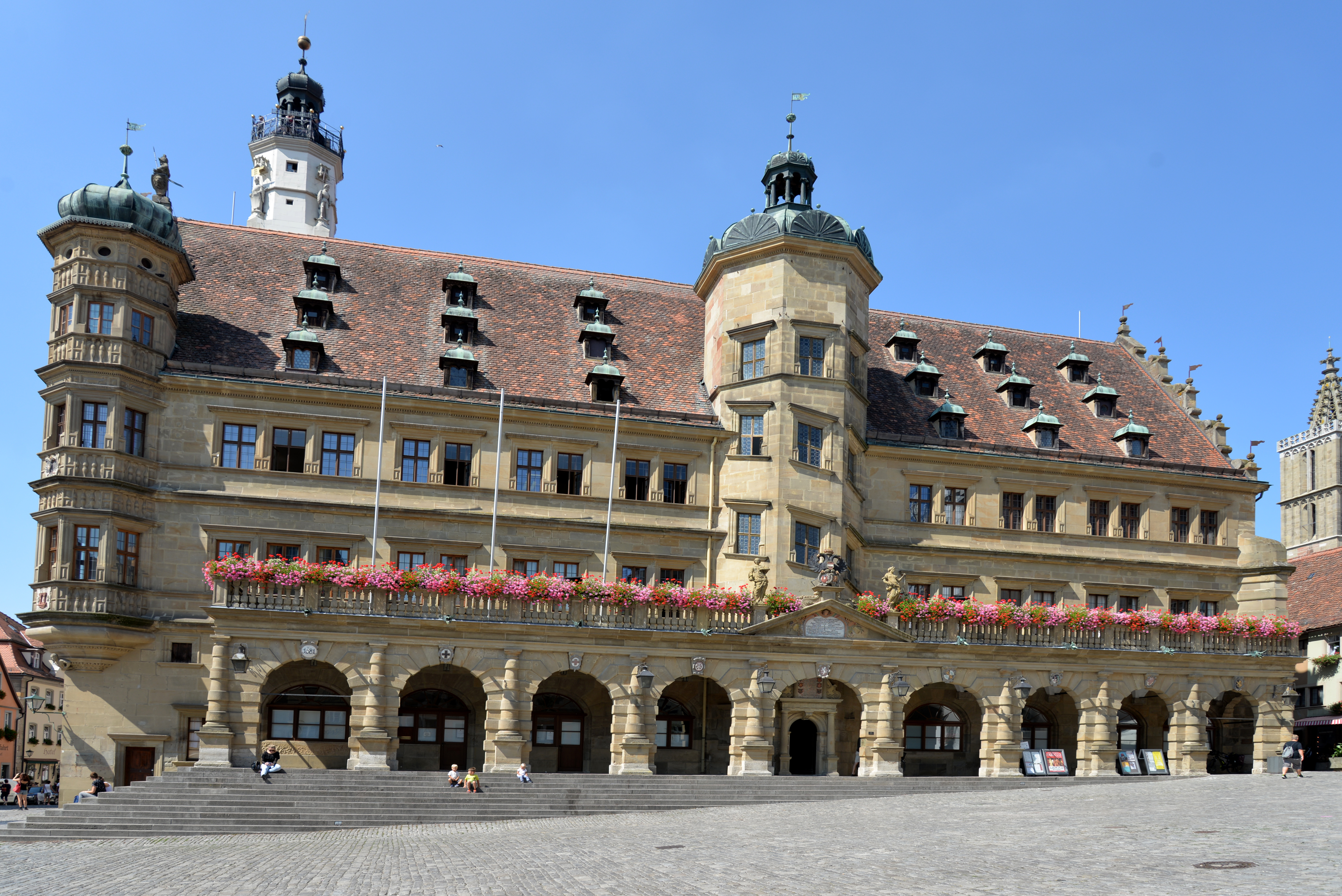
Rathaus Rothenburg ob der Tauber

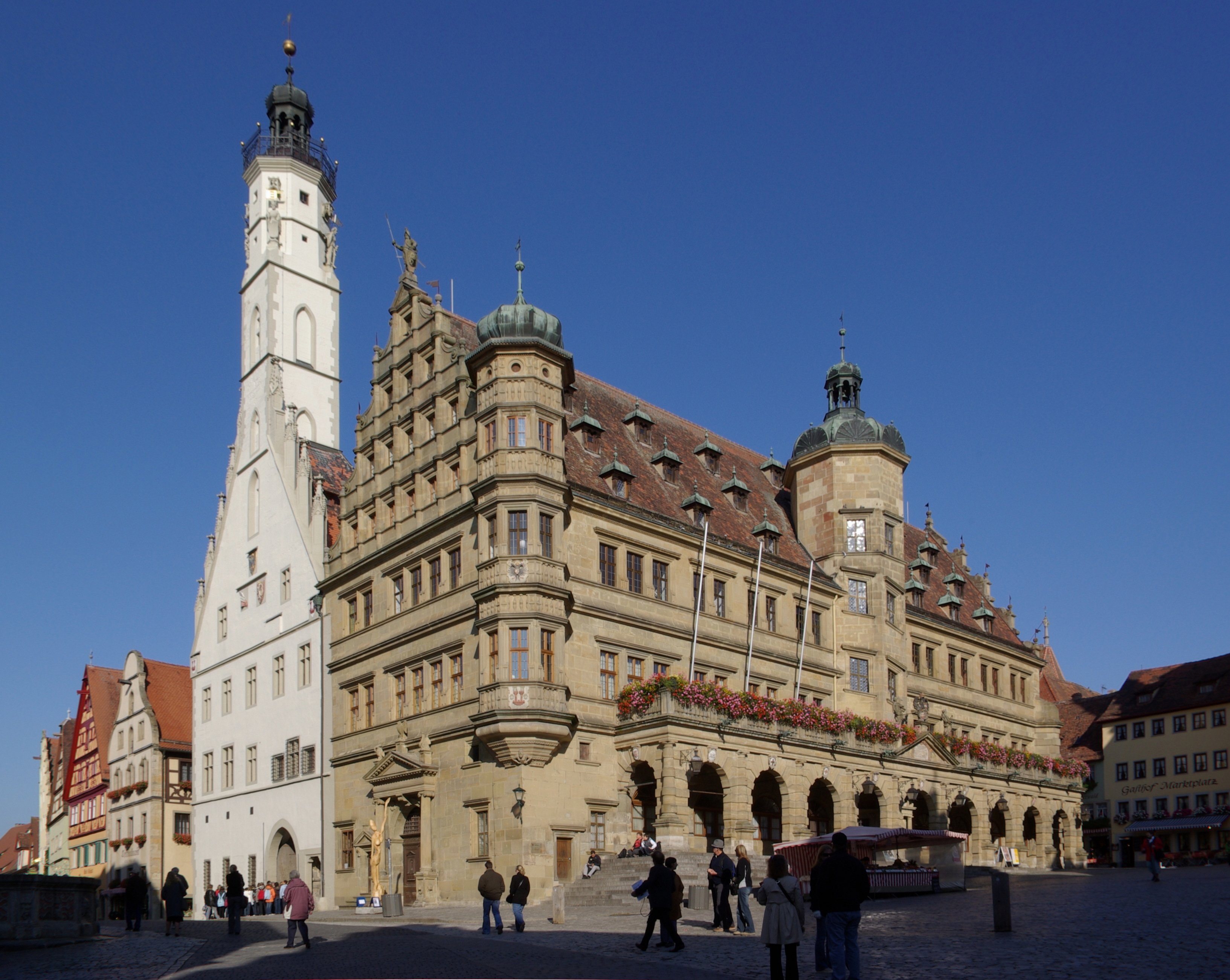
Seitenansicht mit dem weißen Rathausturm

Das denkmalgeschützte Rathaus steht in der Großen Kreisstadt Rothenburg ob der Tauber im Landkreis Ansbach (Mittelfranken, Bayern). Das Bauwerk ist unter der Denkmalnummer D-5-71-193-410 als Baudenkmal in der Bayerischen Denkmalliste eingetragen.

## Beschreibung
Das Rathaus wurde anstelle des Ansitzes des Schultheißes um 1377 vollendet. Der Gebäudekomplex besteht aus zwei parallelen Gebäudetrakten, die durch Höfe getrennt sind. Die dreigeschossigen Massivbauten aus Quadermauerwerk im Baustil der Renaissance sind mit steilen Satteldächern bedeckt. In der Mitte des Gebäudetraktes am Marktplatz befindet sich ein achteckiger Treppenturm, an der Südostecke ein Erker. Der Wachturm am westlichen Giebel, heute ein Aussichtsturm, wurde im Kern um 1200 errichtet. Er bekam seine heutige Form 1555/58. Der Laubengang zum Marktplatz wurde 1681 vorgesetzt.
Im Rathaus befindet sich das Historiengewöbe, eine Ausstellung mit Szenen aus dem Dreißigjährigen Krieg. Außerdem wurden einige der Verliese zugänglich gemacht, die sich im Untergeschoss des Rathauses befanden. Dort ist auch eine rekonstruierte Folterkammer zu sehen.
Auf der Weltausstellung 1893 in Chicago wurde das „Deutsche Haus“ durch Architekt Karl Hoffacker (1856–1919) als Landespavillon in Teilen dem Rathausturm von Rothenburg ob der Tauber nachempfunden. Es blieb als eines von vier Häusern nach der Weltausstellung bestehen.